# Netelia zaydamensis
Netelia zaydamensis är en stekelart som först beskrevs av Kokujev 1915.  Netelia zaydamensis ingår i släktet Netelia och familjen brokparasitsteklar. Inga underarter finns listade i Catalogue of Life.